# Pista del Palio di Siena

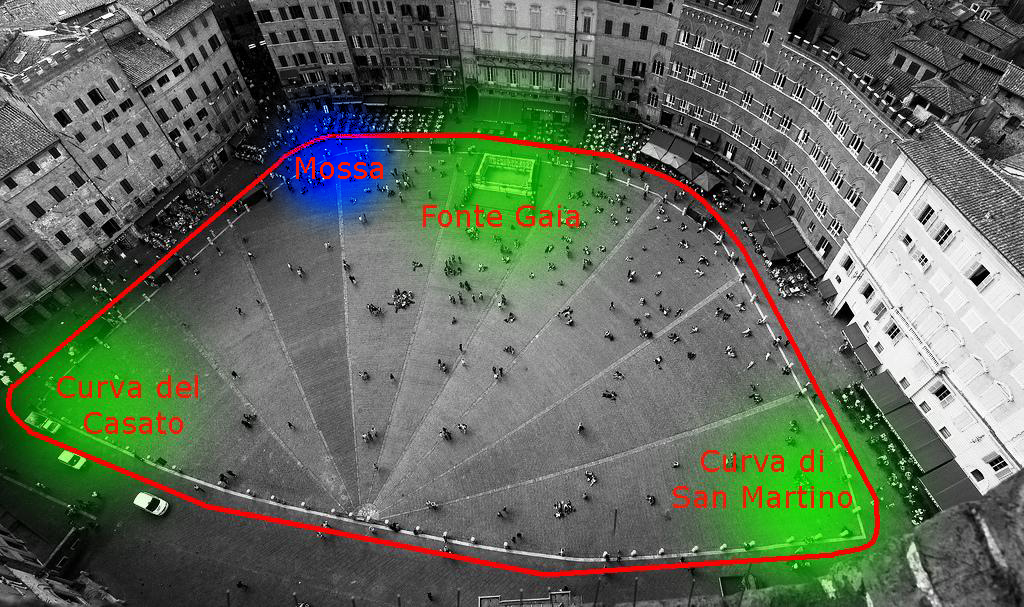
La pista del Palio di Siena: l'interno della piazza è diviso a spicchi. Il senso di percorrenza è orario

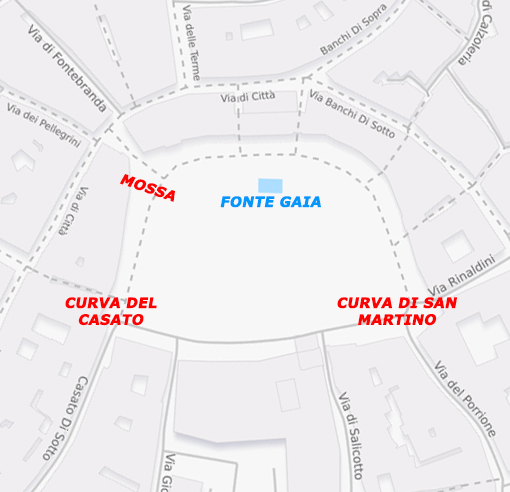
Planimetria della Pista

La pista del Palio di Siena coincide con l'anello perimetrale di Piazza del Campo.

## Il terreno
Durante il resto dell'anno, la pavimentazione è costituita da un lastricato di pietra serena che, nei giorni del Palio, viene ricoperto da uno strato di terra composto da una miscela di tufo, argilla e sabbia.
Lo spessore dello strato di terra (la cui compattezza è regolata da particolari compressori) varia in diversi punti, ma mediamente è di circa 15 centimetri.
La terra viene innaffiata periodicamente al fine di mantenerla compatta ed elastica; tuttavia il terreno risulta molto più duro per i cavalli se rapportato ai normali terreni degli ippodromi.

## La struttura
Il percorso misura 339 metri: poiché i giri da compiere sono tre, i cavalli compiono una corsa teorica di 1017 metri. Dal dopoguerra in poi i palii più rapidi si sono aggirati intorno al tempo di 1:12/1:13, mentre i più lenti hanno superato il tempo di 1:20.
La presenza di palchi, transenne e imbottiture di protezione ai bordi del tracciato riduce la larghezza naturale della piazza.

## La planimetria

Vista della Piazza dalla Curva di San Martino: a sinistra il tratto prima in discesa, poi in salita, verso la Curva del Casato.

Il punto di partenza (mossa) si trova all'altezza del vicolo della Costarella dei Barbieri; il senso della corsa è orario: va cioè dalla mossa verso la Curva di San Martino. La linea d'arrivo, segnalata da un bandierino, è nella stessa zona, pur non coincidendo esattamente con la linea di partenza (è leggermente più avanti rispetto alla mossa).
La Curva di San Martino compie un angolo di 95°. Il tratto immediatamente precedente alla curva è in leggera discesa ed è inclinato trasversalmente con un dislivello di 90 centimetri tra i bordi. Il tratto immediatamente successivo è in discesa dell'8% con un dislivello di circa un metro. Il rettilineo che porta alla Curva del Casato è pianeggiante ma si conclude in leggera salita.
La Curva del Casato è ad angolo di 92°. La salita che porta alla curva è molto accentuata negli ultimi 15 metri, raggiungendo una pendenza del 10,5%. Il tratto successivo alla Curva del Casato è pianeggiante.
Il tratto di pista che parte dal secondo "spicchio" della piazza (subito dopo la Curva del Casato), prosegue per la Fonte Gaia ed arriva all'ottavo "spicchio" (subito prima della Curva di San Martino), è simile nella forma alla porzione di un cerchio. Nella sua lunghezza è pianeggiante, pendendo leggermente verso l'interno.

## Casistica degli incidenti
In base ad un'analisi degli incidenti occorsi a cavalli e fantini tra il 1970 e il 1990, si è scoperto che il maggior numero di incidenti è avvenuto alla Curva di San Martino (57% dei casi) rispetto alla Curva del Casato (37% dei casi). Alla Curva di San Martino gli incidenti sono avvenuti più o meno in egual misura sia al primo giro (45%) che al secondo (55%), mentre nella Curva del Casato sono avvenuti in grande parte al primo giro (70%).
Di conseguenza si evince che vi è un rischio maggiore alla Curva di San Martino (rischiosa anche per la pendenza) rispetto alla Curva del Casato, dove gli incidenti accadono soprattutto a causa dell'assembramento di cavalli al primo giro.